# Trobar leu
Il trobar leu (pronuncia occitana : /tɾuˈbaɾ lɛw/, cantare, comporre in modo lieve) è una delle forme che assunse la poesia nella letteratura della lingua d'oc.
Consiste in una poesia lieve, fluida, scorrevole, che predilige l'apertura, contrapposta al trobar clus (cantare in maniera oscura), caratterizzato da uno stile complesso formalmente e allegorico; eredi italiani furono poeti come Chiaro Davanzati, prima, gli stilnovisti, poi, a partire da Guido Guinizelli.
A proposito del rapporto fra trobar leu e trobar clus, emblematica resta la tenzone Ara·m platz, Giraut de Borneill tra i provenzali Raimbaut d'Aurenga e Giraut de Bornelh, nell'anno chiave per la cultura trobadorica (1170).
          Ara·m platz, Giraut de Borneill,

          que sapcha per c'anatz blasman

          trobar clus, ni per cal semblan.

          Aiso·m digaz,

          si tan prezatz

          so que es a toz comunal;

          car adonc tut seran egual.

          Seign'en Lignaura, no·m coreill

          si qecs s'i trob'a son talan.

          Mas eu son jujaire d'aitan

          qu'es mais amatz

          e plus prezatz

          qui·l fa levet e venarsal;

          e vos no m'o tornetz a mal.

          [...]